# Jan Carel Elias van Lynden
Jan Carel Elias graaf van Lynden (Arnhem, 23 januari 1770 – aldaar, 31 juli 1825) was een Nederlands provinciaal gouverneur. Hij is afstammeling van de familie van Lynden en was de zoon van Dirk Wolter van Lynden, heer van Hoevelaken, (1733-1770) en Agatha Theodora Geelvinck (1739-1805) .

## Functies
Van Lynden was ambtsjonker en heemraad van Neder-Betuwe. Tevens was hij hofmaarschalk van prins Willem V te Fulda. In 1792 was hij lid van de ridderschap van Nijmegen. Vanaf 1814 was hij lid van de ridderschap van Gelderland. Tussen 1814 en 1825 was Van Lynden gouverneur van Gelderland. Daarnaast was hij ook lid van de Raad van State in buitengewone dienst.

## Huwelijk en gezin
Hij trouwde in 1804 met jkvr. Antonia Jacoba Margaretha van Pabst (1776-1815), met wie hij zeven kinderen kreeg. Drie van de kinderen zijn overleden voor 1814.

## Onderscheiding
Hij was Commandeur in de Orde van de Nederlandse Leeuw. Vanaf 1814 jonkheer en vanaf 1818 graaf.
- Biografisch Portaal: 47940349
- Parlement.com: vg09llz3llw8